# Parafia Najświętszego Serca Pana Jezusa w Chotowie
Parafia Najświętszego Serca Pana Jezusa w Chotowie – rzymskokatolicka parafia znajdująca się w archidiecezji mińsko-mohylewskiej, w dekanacie stołpeckim, na Białorusi. Kościół nie leży w Chotowie, lecz w Szkolnym, gdzie przed II wojną światową znajdował się dwór Chotów.
Do parafii należy kaplica filialna św. Józefa w Kulu z 1847.

## Historia
Pierwszy kościół powstał w 1774, lecz nie mieściła się przy nim parafia. Obecny kościół powstał w 1933. 29 sierpnia 1934 został on konsekrowany przez biskupa pińskiego Kazimierza Bukraba.
W 1944 komuniści znacjonalizowali kościół i przekształcili go w magazyn. Podczas pierestrojki będącą w ruinie świątynię zwrócono wiernym, którzy ją wyremontowali. W 1990 do parafii przybył pierwszy po wojnie kapłan. 19 października 1991 kościół rekonsekrował arcybiskup mińsko-mohylewski Kazimierz Świątek.